# Backaryds landskommun
Backaryds landskommun var en tidigare kommun i Blekinge län.

## Administrativ historik
Kommunen inrättades som landskommun i Backaryds socken i Medelstads härad i Blekinge när 1862 års kommunalförordningar trädde i kraft.
Vid den landsomfattande kommunreformen 1952 uppgick denna landskommun i Hallabro landskommun som i sin tur 1963 uppgick i Kallinge landskommun och uppgick 1967 i Ronneby stad som 1971 ombildades till Ronneby kommun.
Området tillhör sedan 1971 Ronneby kommun.

## Politik

### Mandatfördelning i Backaryds landskommun 1938-1946
| 7 | 4 | 10 | 4 |

| 25 |

| 7 | 11 | 4 | 3 |

| 25 |

|  | 7 |  | 12 | 2 | 2 |

| 24 |